# ثورة قم
ثَوْرَةُ قُم أو تمرُّد قُم، هي ثورةٌ قام بها أهالي مدينة قُم من ولاية الجِبال العبَّاسية في عَهْد الخَليفة عَبدُ الله المأمُون سنة 210 هـ / 825 م، حيث أنهم طمعُوا في كرم الخليفة المأمُون حينما حطَّ عنهُم شيئًا من الخراج، ولكنها سُرعان ما انتهت بقُدوم الجَيْشُ العبَّاسي والقضاء عليها ورفع الخليفة قيمة الخراج عليهم وهدم سُور المدينة عِقابًا لهُم في نفس السنة.

## الأحداث

### أسباب الثورة
بعدما سار الخليفة المأمُون من خُراسان إلى العِراق، كان قد أقام في مدينة الرَّي (طَهْران حاليًا) لعدة أيام، وفي خطوةٍ للإحسان إلى أهلِها، قرر إسقاط عنهم مبلغًا من خِراجهم لذلك العام، فاستحسن أهالي قُم ذلك، فطمع أهل قُم أن يكررها لهُم، فكتبوا إليه يسألونه الحطيطة، وكان خراجهم ألفي ألف درهم، فلم يجبهم المأمُون - المُستقر في بَغْداد - إلى ما سألوا، فغضبوا وامتنعوا عن دفع أي ضريبة له، وقرروا خلعه والثَّورةُ على المأمُون.

### القضاء على الثورة
وجه المأمُون إلى قُم القائدين عَليُّ بن هِشام، وعُجَيف بن عَنْبَسة، فجاؤوا إليها، وحاربُوهم وظفرُوا بزُعمائهم، وقُتل مُتزعمهم يحيى بن عمران، وفي خُطوةٍ لإعطائهم تحذيرًا نهائيًا بعدم الخُروج على الخليفة، هُدمت سور المدينة، ورفع قيمة الخراج عليهم، فجباها على سبعة آلاف ألف درهم، وكانوا يتظلمون من ألفي ألف، عِقابًا لخُروجهم وإنذارًا لهُم بعدم الطُّمع في تساهُل المأمُون، وكانت الفترة بين الثورة وإنهائها قد حدثت في سنة 210 هـ / 825 م.

### فهرس المنشورات
1. ↑  ابن الأثير (2005)، ص. 936.

### معلومات المنشورات كاملة
الكتب مرتبة حسب تاريخ النشر
- ابن الأثير الجزري (2005)، الكامل في التاريخ، مراجعة: أبو صهيب الكرمي، عَمَّان: بيت الأفكار الدولية، OCLC:122745941، QID:Q123225171